# Job Entry Subsystem

JES2 (аббр. от англ. Job Entity Subsystem 2) — система управления пакетными заданиями в операционной системе z/OS. Является базовым элементом z/OS.
Функции JES2:
- Прием входящих пакетных заданий
- Регистрация входящих заданий
- Анализ заданий и формирование очереди заданий
- Передача заданий на выполнение управляющей программе
- Получение результатов от управляющей программы
- Формирование отчетов о выполненных заданиях

JES2 работает в собственном адресном пространстве и имеет статус подсистемы (использует специальный SSI-интерфейс для взаимодействия с базовой управляющей программой z/OS).